# Vilmos Hernády
Vilmos Hernády est un ancien arbitre hongrois de football des années 1950 et 1960.

## Carrière
Il a officié dans une compétition majeure : 
- Coupe d'Europe des vainqueurs de coupe de football 1960-1961 (finale retour)